# Red Badgro
Morris Hiram Badgro, detto Red (Kent, 1º dicembre 1902 – 13 luglio 1998), è stato un giocatore di football americano statunitense, indotto nella Pro Football Hall of Fame nel 1981.

## Carriera
Dopo che si era laureato all'University of Southern California, la carriera di Red Badgro come professionista nel football americano iniziò nei New York Yankees nella stagione 1927. Tuttavia egli non era totalmente convinto di voler essere un professionista del football e, nella stagione successiva, dopo aver disputato una sola partita abbandonò il football, per tentare una carriera nel baseball; entrò allora a far parte dei Saint Louis Browns, con i quali disputò due stagioni con alterni risultati.
Nel 1930 decise di ritornare al football, accordandosi con i New York Giants, con i quali disputò sei stagioni, mettendosi in luce sia come ricevitore che come difensore.
Nel 1936 Badgro disputò la sua ultima stagione con i Brooklyn Dodgers.

## Palmarès

### Franchigia
1
New York Giants: 1934

### Individuale
- All-Pro: 4

1930, 1931, 1933, 1934
- Pro Football Hall of Fame (classe del 1981)

## Statistiche
| Partite totali | 94  |
| Ricezioni      | 35  |
| Yard ricevute  | 560 |
| Touchdown      | 7   |